# Jandaia do Sul
Jandaia do Sul ist ein brasilianisches Munizip im Bundesstaat Paraná. Es hat 21.408 Einwohner (2022), die sich Jandaienser-do-Sul nennen. Seine Fläche beträgt 188 km². Es liegt 792 Meter über dem Meeresspiegel.

## Etymologie
Der Name stammt von dem in der Region vorkommenden und von den Ureinwohnern sehr geschätzten Vogel Jandaia, der auch als Gelbschnabel-Piriquito bekannt ist. Der Zusatz do Sul kam zustande, weil es im Bundesstaat Goiás bereits eine Gemeinde mit diesem Namen gibt.

## Geschichte
Das Patrimônio Jandaia do Sul wurde 1942 geschaffen. Es gehört zu den Orten, die von der Companhia de Terras Norte do Paraná (heutige Companhia Melhoramentos Norte do Paraná) entwickelt wurden. Von den 82 Munizipien in der physiografischen Region Nordparaná verdanken allein 62 ihre Gründung dieser Gesellschaft.
Das Gut wurde bald zu einem Sammelbecken für Landwirte aus dem ganzen Bundesstaat und ganz Brasilien. Schwerpunkt war bald der Anbau von Kaffee. Es gibt nur wenige historische Quellen über das Gebiet, das heute die Stadt Jandaia do Sul ist.

### Erhebung zum Munizip
Jandaia do Sul wurde durch das Staatsgesetz Nr. 790 vom 14. November 1951 in den Rang eines Munizips erhoben und am 14. Dezember 1952 als Munizip installiert.

## Geografie

### Fläche und Lage
Jandaia do Sul liegt auf dem Terceiro Planalto Paranaense (der Dritten oder Guarapuava-Hochebene von Paraná) auf 23° 36′ 10″ südlicher Breite und 51° 38′ 34″ westlicher Länge. Es hat eine Fläche von 188 km². Es liegt auf einer Höhe von 792 Metern.

### Geologie und Böden
Die Böden bestehen aus der fruchtbaren Terra-Roxa.

### Vegetation
Das Biom von Jandaia do Sul ist Mata Atlântica.

### Klima
In Jandaia do Sul herrscht warm gemäßigtes Klima. Die meiste Zeit im Jahr ist mit erheblichem Niederschlag zu rechnen. Selbst im trockensten Monat fällt eine Menge Regen. Die Klimaklassifikation nach Köppen und Geiger lautet Cfa. Es herrscht im Jahresdurchschnitt eine Temperatur von 20,7 °C. Innerhalb eines Jahres gibt es 1671 mm Niederschlag.

### Gewässer
Jandaia do Sul liegt großenteils im Einzugsgebiet des Ivaí. Lediglich das Gemeindegebiet nördlich der BR-376 wird vom Ribeirão dos Dourados über den Pirapó zum Paranapanema entwässert. Nach Westen fließt der Rio Keller in Richtung Ivaí. Weitere Gewässer sind Córrego Guaporé, Ribeirão Humaitá, Ribeirão Cambará, Córrego Camutama, Córrego Jequitibá, Ribeirão Ariri und Ribeirão Marumbi.

### Straßen
Jandaia do Sul liegt an der Nationalstraße BR-376, der Rodovia do Café. Von ihr zweigt hier die BR-369 in Richtung Campo Mourão ab.

### Nachbarmunizipien
|             | Mandaguari                                  |         |
|             | Kompassrose, die auf Nachbargemeinden zeigt | Cambira |
| Bom Sucesso | Marumbi                                     |         |

## Stadtverwaltung
Bürgermeister: Lauro De Souza Silva Junior, PSL (2021–2024)
Vizebürgermeister: Dionisio de Costa Alves,  PSL (2021–2024)

## Demografie

### Bevölkerungsentwicklung
| Jahr | Einwohner | Stadt | Land |
| ---- | --------- | ----- | ---- |
| 1960 | 31.448    | 25 %  | 75 % |
| 1970 | 21.803    | 53 %  | 47 % |
| 1980 | 17.756    | 71 %  | 29 % |
| 1991 | 18.574    | 83 %  | 17 % |
| 2000 | 19.676    | 87 %  | 13 % |
| 2010 | 20.269    | 90 %  | 10 % |
| 2022 | 21.408    |       |      |

Quelle: IBGE (2011) und Volkszählung 2022

### Ethnische Zusammensetzung
| Gruppe *    | 1991    | 2000    | 2010    | wer sich als ...                                                                 |
| ----------- | ------- | ------- | ------- | -------------------------------------------------------------------------------- |
| Weiße       | 72,5 %  | 73,6 %  | 71,5 %  | weiß bezeichnet                                                                  |
| Schwarze    | 2,1 %   | 4,4 %   | 1,9 %   | schwarz bezeichnet                                                               |
| Gelbe       | 0,7 %   | 0,7 %   | 0,8 %   | von fernöstlicher Herkunft wie japanisch, chinesisch, koreanisch etc. bezeichnet |
| Braune      | 24,6 %  | 21,1 %  | 25,4 %  | braun oder als Mischung aus mehreren Gruppen bezeichnet                          |
| Indigene    | 0,2 %   | 0,0 %   | 0,3 %   | Ureinwohner oder Indio bezeichnet                                                |
| ohne Angabe | 0,0 %   | 0,2 %   | 0,0 %   |                                                                                  |
| Gesamt      | 100,0 % | 100,0 % | 100,0 % |                                                                                  |

*) Das IBGE verwendet für Volkszählungen ausschließlich diese fünf Gruppen. Es verzichtet bewusst auf Erläuterungen. Die Zugehörigkeit wird vom Einwohner selbst festgelegt.
Quelle: IBGE (Stand: 1991, 2000 und 2010)

## Persönlichkeiten
In Jandaia do Sul wurde am 19. April 1981 Carlos Roberto Massa Júnior geboren, besser bekannt unter dem Namen Ratinho Júnior, der seit dem 1. Januar 2019 Gouverneur des Staates Paraná ist.